# Storena quinquestrigata
Storena quinquestrigata är en spindelart som beskrevs av Simon 1905. Storena quinquestrigata ingår i släktet Storena och familjen Zodariidae. Inga underarter finns listade i Catalogue of Life.